# Зегеберг
Зегеберг (нім. Segeberg) — район у Німеччині, у складі федеральної землі Шлезвіг-Гольштейн. Адміністративний центр — місто Бад-Зегеберг.

## Населення
Населення району становить 278 007 осіб (станом на 31 грудня 2020).

## Адміністративний поділ
Район складається з 5 самостійних міст, 2 самостійних громад, а також 88 громад (нім. Gemeinden), об'єднаних в 8 об'єднань громад (нім. Ämter).
Дані про населення наведені станом на 31 грудня 2020. Зірочками (*) позначені центри об'єднань громад.
| Самостійні міста/громади: | Самостійні міста/громади:                                                             |
| --- | ------------------------------------------------------------------------------------- |
| - 1. Бад-Брамштедт, місто (15128) - 2. Бад-Зегеберг, місто (17641) - 3. Вальштедт, місто (9839) - 4. Генштедт-Ульцбург (28001) | - 5. Еллерау (6299) - 6. Кальтенкірхен, місто (22877) - 7. Нордерштедт, місто (79155) |

Об'єднання громад:
| - 1. Бад-Брамштедт-Ланд (11034) [Центр: Бад-Брамштедт] 1. Армштедт (381) 2. Бімелен (1008) 3. Борстель (123) 4. Веддельброк (1031) 5. Вімерсдорф (1703) 6. Гаген (490) 7. Газенкруг (347) 8. Гайдмор (302) 9. Гардебек (474) 10. Гіцгузен (1240) 11. Гросенаспе (2989) 12. Менкло (233) 13. Ферден-Барль (302) 14. Фулендорф (411) - 2. Боштедт-Ріклінг (13539) 1. Боштедт* (6568) 2. Гайдмюлен (665) 3. Грос-Куммерфельд (1914) 4. Дальдорф (639) 5. Латендорф (621) 6. Ріклінг (3132) - 3. Борнгефед (11027) 1. Борнгефед (3342) 2. Геннебек (494) 3. Дамсдорф (224) 4. Тарбек (164) 5. Тенсфельд (685) 6. Траппенкамп* (5218) 7. Шмалензе (500) 8. Штокзе (400) - 4. Іцштедт (19045) 1. Ерінг (1423) 2. Зет (1914) 3. Зюльфельд (3259) 4. Іцштедт* (2258) 5. Кайгуде (1233) 6. Нае (2502) | - 5. Кальтенкірхен-Ланд (11273) [Центр: Кальтенкірхен] 1. Альфеслое (2769) 2. Газенмор (769) 3. Гартенгольм (1911) 4. Лентферден (2669) 5. Нютцен (1210) 6. Шмальфельд (1945) - 6. Кісдорф (10766) 1. Вакендорф II (1326) 2. Вінзен (374) 3. Гюттблек (370) 4. Ерсдорф (889) 5. Зіферсгюттен (1120) 6. Каттендорф* (860) 7. Кісдорф (3995) 8. Штруфенгюттен (966) 9. Штуфенборн (866) - 7. Лецен (8751) 1. Барк (952) 2. Бебензе (655) 3. Віттенборн (974) 4. Гегерсдорф (400) 5. Грос-Ніндорф (666) 6. Кюкельс (450) 7. Лецен* (1764) 8. Мецен (451) 9. Неферсдорф (711) 10. Тодесфельде (1068) 11. Фредесдорф (402) 12. Швіссель (258) 13. Бухгольц (невключена територія) | - 8. Трафе-Ланд (20088) [Центр: Бад-Зегеберг] 1. Баренгоф (213) 2. Блунк (570) 3. Бюнсдорф (360) 4. Вакендорф I (494) 5. Веде (1022) 6. Вензін (840) 7. Вестерраде (438) 8. Гешендорф (569) 9. Глазау (889) 10. Грос-Реннау (557) 11. Дреггерс (49) 12. Зедорф (2158) 13. Кляйн-Гладебрюгге (574) 14. Кляйн-Реннау (1762) 15. Кремс II (389) 16. Негернбетель (966) 17. Немс (553) 18. Ноєнгерс (817) 19. Пронсторф (1620) 20. Рольсторф (1237) 21. Трафенгорст (202) 22. Трафенталь (520) 23. Фаренкруг (1608) 24. Шакендорф (906) 25. Ширен (271) 26. Штіпсдорф (240) 27. Штрукдорф (264) |